# Amor vertical
Amor vertical é um filme de drama cubano de 1997 dirigido e escrito por Arturo Sotto Díaz. Foi selecionado como representante de Cuba à edição do Oscar 1998, organizada pela Academia de Artes e Ciências Cinematográficas.

## Elenco
- Jorge Perugorría - Ernesto Navarro Aces
- Sílvia Águila - Estela Diaz Iglesias
- Susana Pérez - Lucia
- Manuel Porto - Faustino
- Aramís Delgado - Tio Carlos
- Vicente Revuelta